# رائد جورج
رائد جورج هو موسيقار وملحن عراقي، حصل على «شهادة الموسيقى» من معهد التدريب الإذاعي في بغداد عام 1980، كانت انطلاقته الأولى عندما قام عام 1985 بتأليف الموسيقى التصويرية لمسرحية «الإنسان الطيب» الشهيرة للراحل الكبير الفنان عوني كرومي وقيل حينها أنه أصغر مؤلف موسيقي عراقي حيث لاقت اعجاب الكثير.
التحصيل العلمي: شهادة الموسيقى من معهد التدريب الاذاعي تحت اشراف سعيد شابو ـ بغداد (1975-1980)
دبلوم من معهد الفنون الجميلة ـ قسم الموسيقى ـ بغداد (1983-1988) 
دبلوم من معهد الإدارة والاقتصاد ـ قسم إدارة الفنادق والسياحة ـ بغداد (1984-1986
الجوائز: الجائزة التقديريه لافتتاحية مهرجان بابل الدولي). 
الجائزة التقديريه لموسيقى اختتام مهرجان بابل الدولي (1995) 
الجائزة الذهبية لاحسن عمل موسيقي من مهرجان القاهرة الدولي للاذاعه والتلفزيون (1997)
جائزة احسن موسيقي عراقي من الاتحاد الكلداني (2002).
اشتهر بالعديد من مقطوعاته من ضمنهم الحانة للمسلسل العراقي «رجال الظل». والتي حازت على الجائزة الذهبية لأحسن موسيقى تصويرية ضمن مهرجان القاهرة للإذاعة والتلفزيون عام 1997 . واشتهر بافتتاحيته الرائعة لمهرجان بابل عام 1994 باوبريت «الملكات الخمسة» والتي عدت حينها اضخم قصيد سمفوني عراقي والعمل من تأليف الشاعر العراقي عبد الرزاق عبد الواحد. كما ان موسيقاه التصويرية لمسرحية «الإنسان الطيب» للمخرج المعروف عوني كرومي جعلته اصغر مؤلف موسيقي عراقي وذلك في أواسط الثمانينات. 
و لديه العديد من الاغاني الناجحة مثل أغنية لاترحلين، اسمعيني ويبقى حبنا. كما يمتلك موقعا شخصيا يضم معظم أعماله الفنية.

## وصلات خارجية
- موقع رائد جورج
- عزف لاترحلين رائد جورج (KORG)
- عزف لاترحلين رائد جورج (بيانو)
- عزف موسيقى رجال الظل رائد جورج